# پروپیل گالات
پروپیل گالات (به انگلیسی: Propyl gallate) با فرمول شیمیایی C۱۰H۱۲O۵ یک ترکیب شیمیایی با شناسه پاب‌کم ۴۹۴۷ است. که جرم مولی آن ۲۱۲٫۲۰ g/mol می‌باشد. شکل ظاهری این ترکیب، پودر بلورین سفید است. این ترکیب حاصل واکنش استری شدن ۱-پروپانول و گالیک اسید است.